# Mansfield (Ohio)
Mansfield es una ciudad ubicada en el condado de Richland en el estado estadounidense de Ohio. En el Censo de 2010 tenía una población de 47821 habitantes y una densidad poblacional de 597,05 personas por km².

## Geografía
Mansfield se encuentra ubicada en las coordenadas 40°46′0″N 82°31′51″O / 40.76667, -82.53083. Según la Oficina del Censo de los Estados Unidos, Mansfield tiene una superficie total de 80.1 km², de la cual 79.96 km² corresponden a tierra firme y (0.17%) 0.14 km² es agua.

## Demografía
Según el censo de 2010, había 47821 personas residiendo en Mansfield. La densidad de población era de 597,05 hab./km². De los 47821 habitantes, Mansfield estaba compuesto por el 73.31% blancos, el 22.15% eran afroamericanos, el 0.2% eran amerindios, el 0.74% eran asiáticos, el 0.05% eran isleños del Pacífico, el 0.55% eran de otras razas y el 3% pertenecían a dos o más razas. Del total de la población el 1.93% eran hispanos o latinos de cualquier raza.